# Інґвар Ганссон
Інґвар Ганссон (швед. Ingvar Hansson, 19 лютого 1947) — шведський яхтсмен.
Олімпійський чемпіон 1976 року в класі Темпест, учасник 1972 року.